# 覺羅國歡
覺羅國歡（？年—？年），滿洲正黃旗人，監生，同治六年署四川鄰水縣知縣。同治七年六月任隆昌縣知縣，捐金置業育嬰堂、施粥，光緖四年復任隆昌縣知縣。

## 紀念

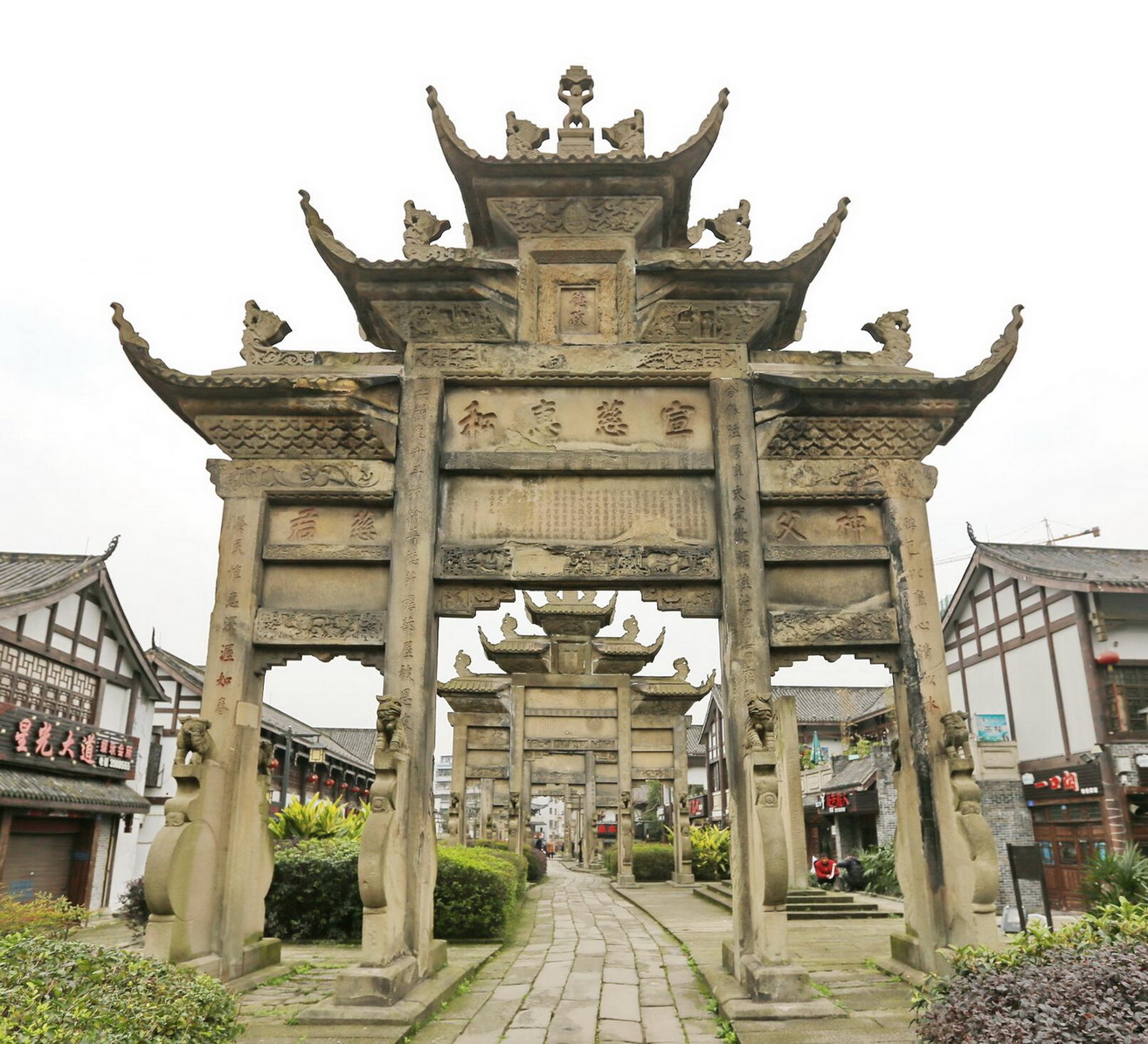
覺羅國歡德政坊

- 隆昌縣南關外春牛坪德政坊，同治十一年建[6][7]

### 牌坊文字
牌坊南面
- 正匾：德政
- 正下匾：宣慈惠和
- 第二承重橫樑：邑侯覺羅國大老爺官印歡德政坊
- 正下匾：自昔良今，眾稱恆膺，劇選循聲，丕著必獲。休徵勉職，思馮翊之，賢君課績，溯杜陵之。男子卓茂，勞心致續，人之親愛，劉鉅口口。使爭訟之潛口口口，家家字鄭下籤口口，常豐兒郎個個口口，越公因之不墜老口。生珠祥夸，韋氏盤龍，毓秀報食，甬城學業。清標京產儲後來之秀，家風振起揚暐嘆。恬裕之資，仰惟老父台大人，德政具見頌辭。同氣異息，今徐克步前，徐華實根心。後謝無慚，前謝固知，治為天下最簡一惠成能。蹤與古人追，方員可就口口之氣骨，本奇口口口口口應異翔鸞口口口口口上之鸞口口口口口養雲間之鶴。好官如此美，報必多也，甲子科舉人張士奇頓首敬撰，閤邑紳耆士民公立，同治十年季冬榖旦
- 正門楹聯：分俸注膠庠文武歡顏桂苑芹宮霑雅化，按糧免升斗捐輸普德茆檐蔀屋被恩波
- 側門楹聯：律己以廉心清似水，養民惟惠澤渥如春
- 右側上匾：神父；右側下匾（空白）；左側上匾：慈君；左側下匾（空白）

牌坊北面
- 正匾：德政
- 正下匾：民悅無疆
- 第二承重橫樑：邑侯覺羅國大老爺官印歡德政坊
- 正下匾：長白高賢，天潢世胄，移蓉省旌，增蓮峰秀。賓興科決，德教同沾；農桑首務，勸課能兼。晴雨偶乖，潛心默禱，升斗免捐，誠求相保。書役條規，甫臨遂定；捐俸成功，群情俯應。流差款項，酌減惟中；呼稟刊石，萬姓永蒙。民或啼飢，情殷推食；民有訟爭，性惟秉直。父台才超三輔，德表百城；凡諸舉動，悉護生成。興利除弊，雅量虛懷，無苛政虎，化當道豻。冰鏡逾清，錦何難制，花萼敷榮，盛偏能繼。名宰環猷，後先輝映，茂績龔黃，父母同詠。乘輦以來；鳴琴而治，行見化成，用覘福至。清惠博涉，若天之明，積優成陟，如日之升。子科舉人李秉樾頓首謹撰，閤邑士民同立，同治十年季冬榖旦
- 正門楹聯：為物惜脂膏二百年積困方蘇有因有革，籲天祈震夙千萬姓同聲共禱宜子宜孫
- 側門楹聯：瘠己肥人公來何暮，勿施與聚民至如歸
- 右側上匾：節用；右側下匾：閤邑士民立；左側上匾：愛人；左側下匾：匠士曹維精

### 照片

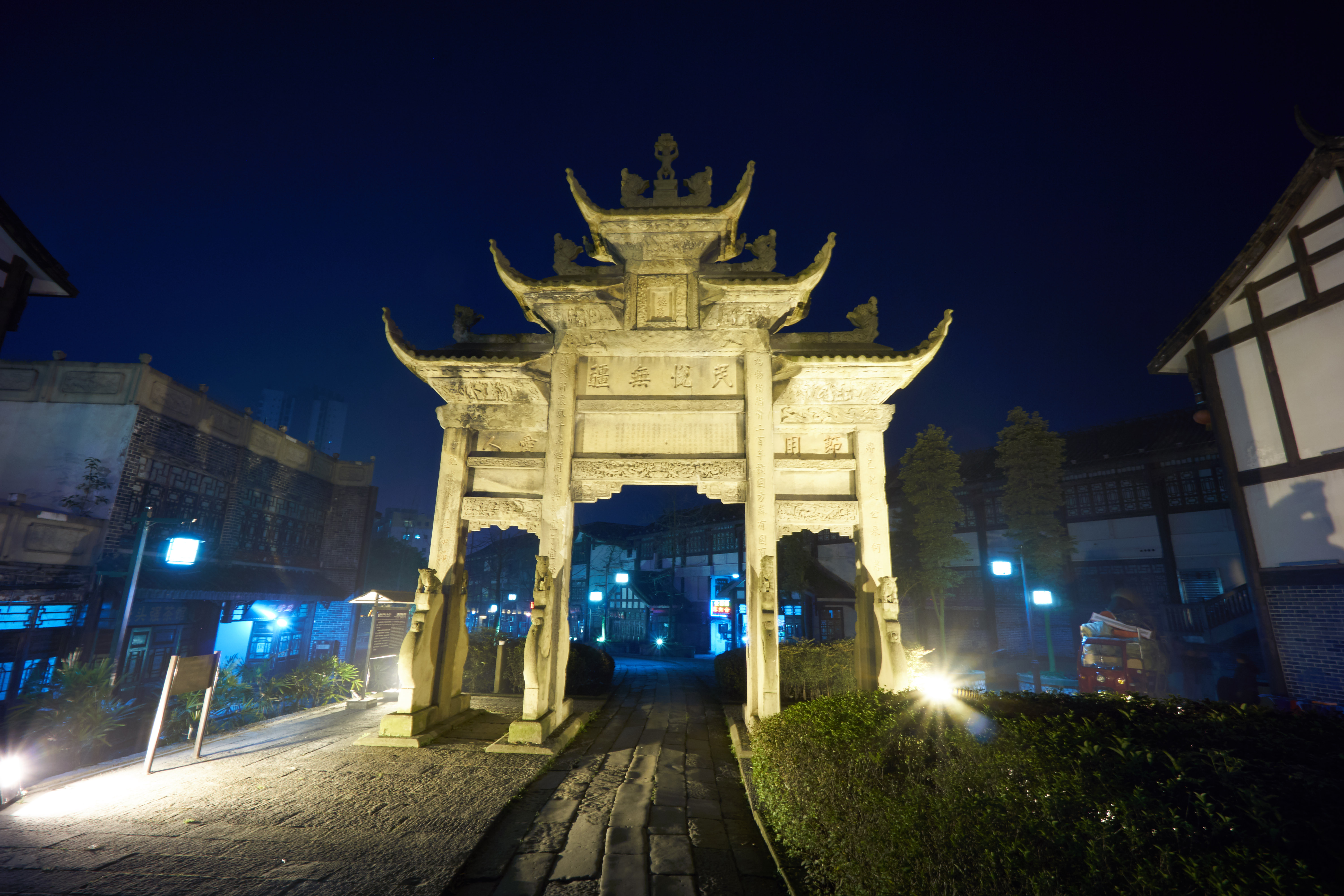
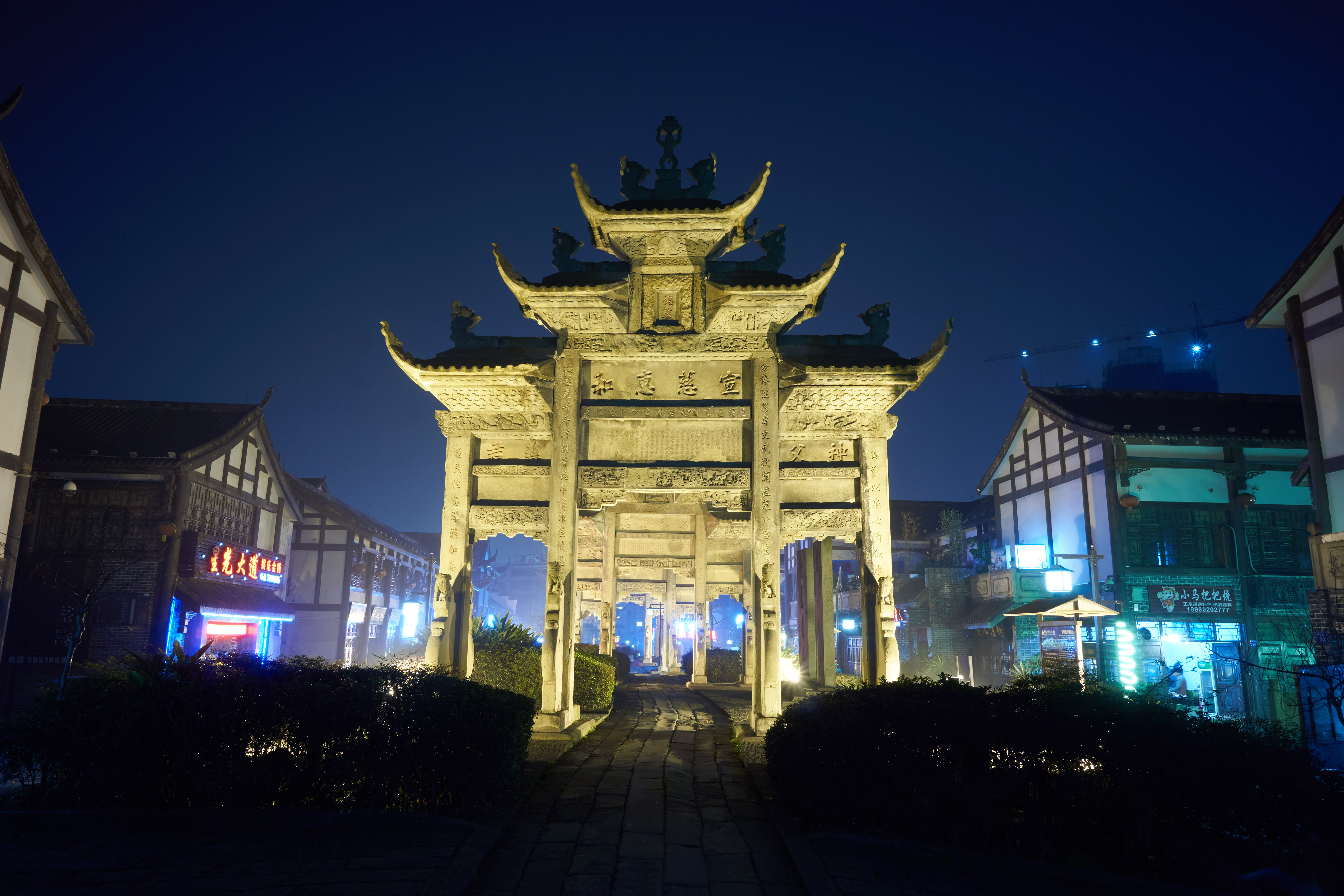
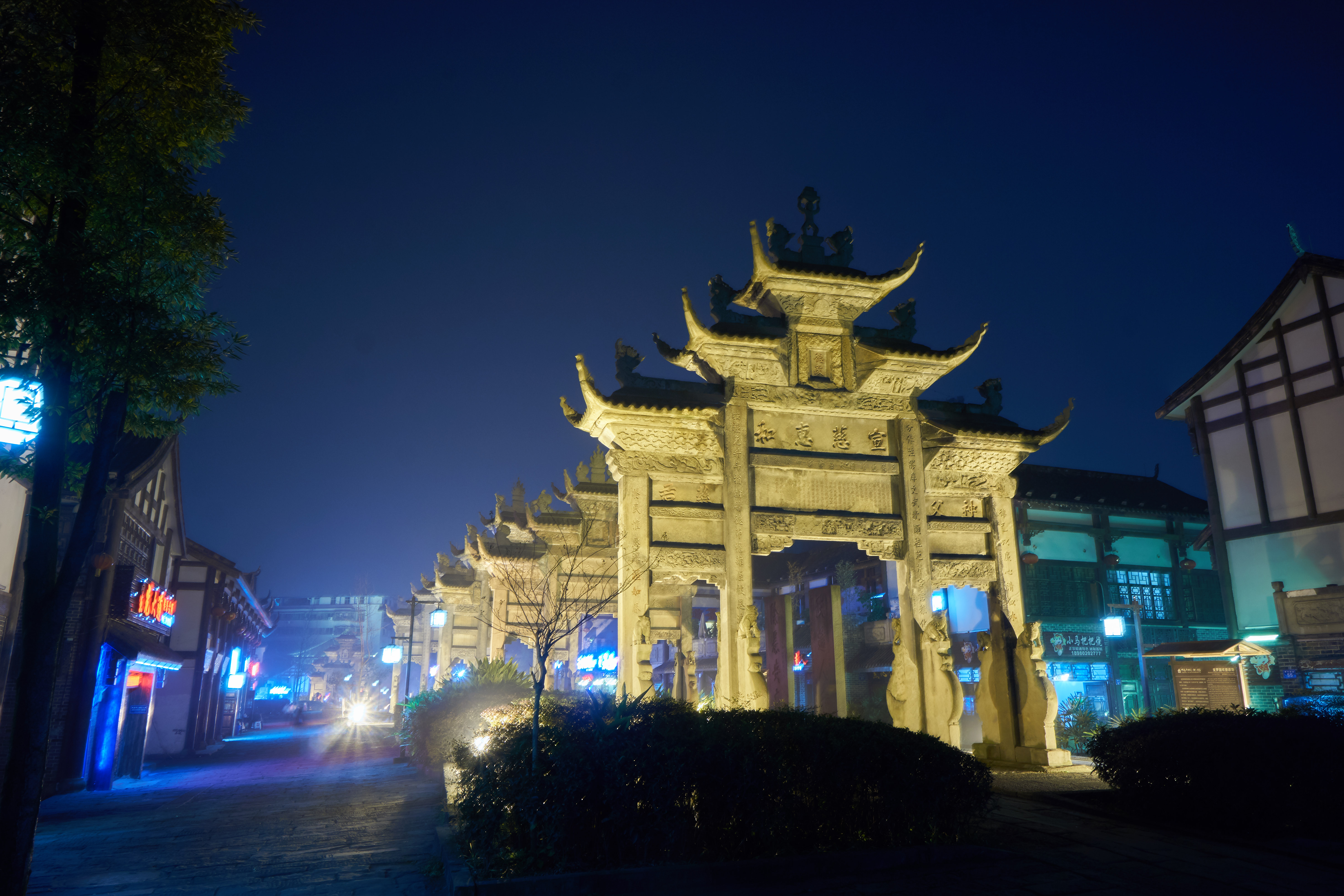
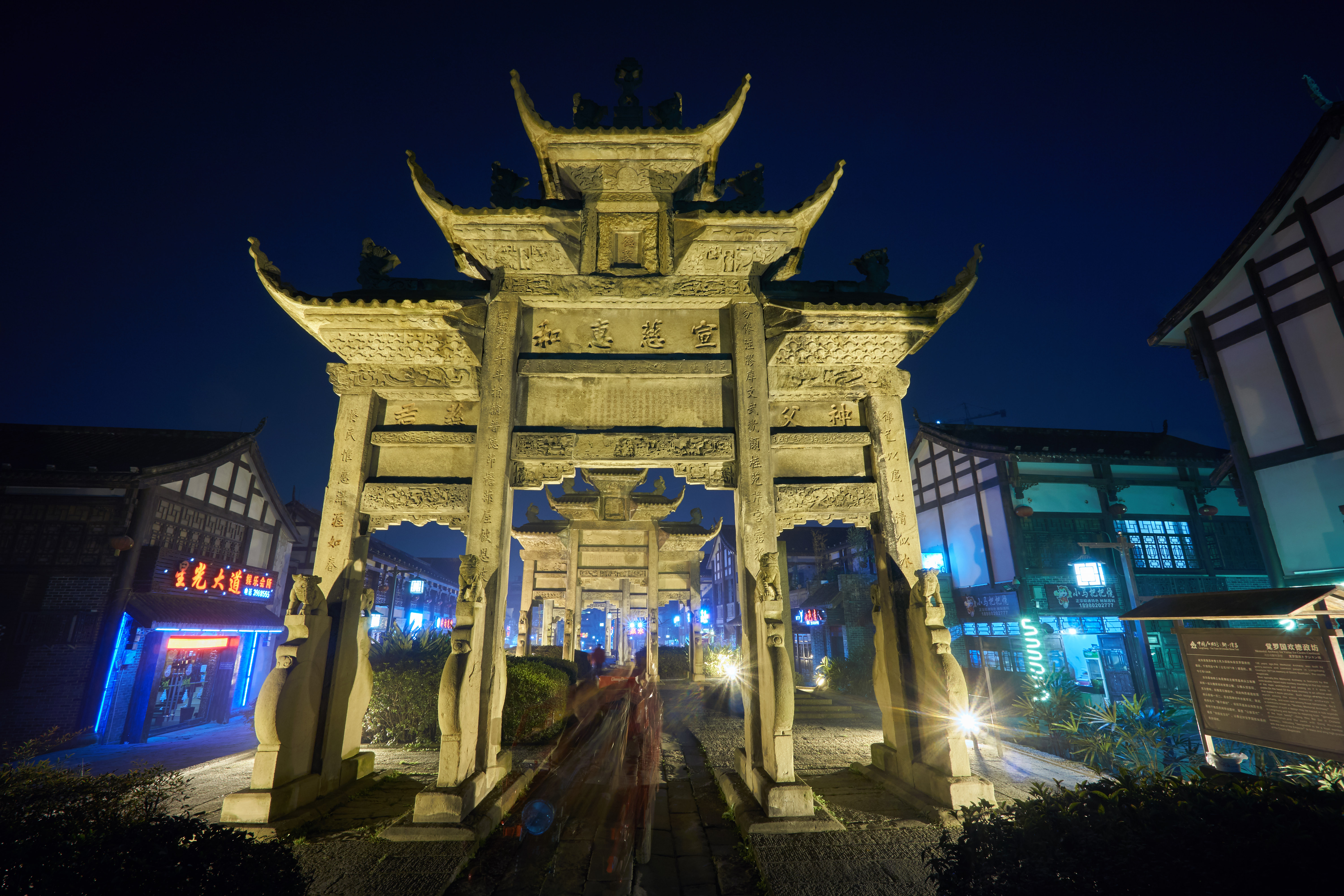
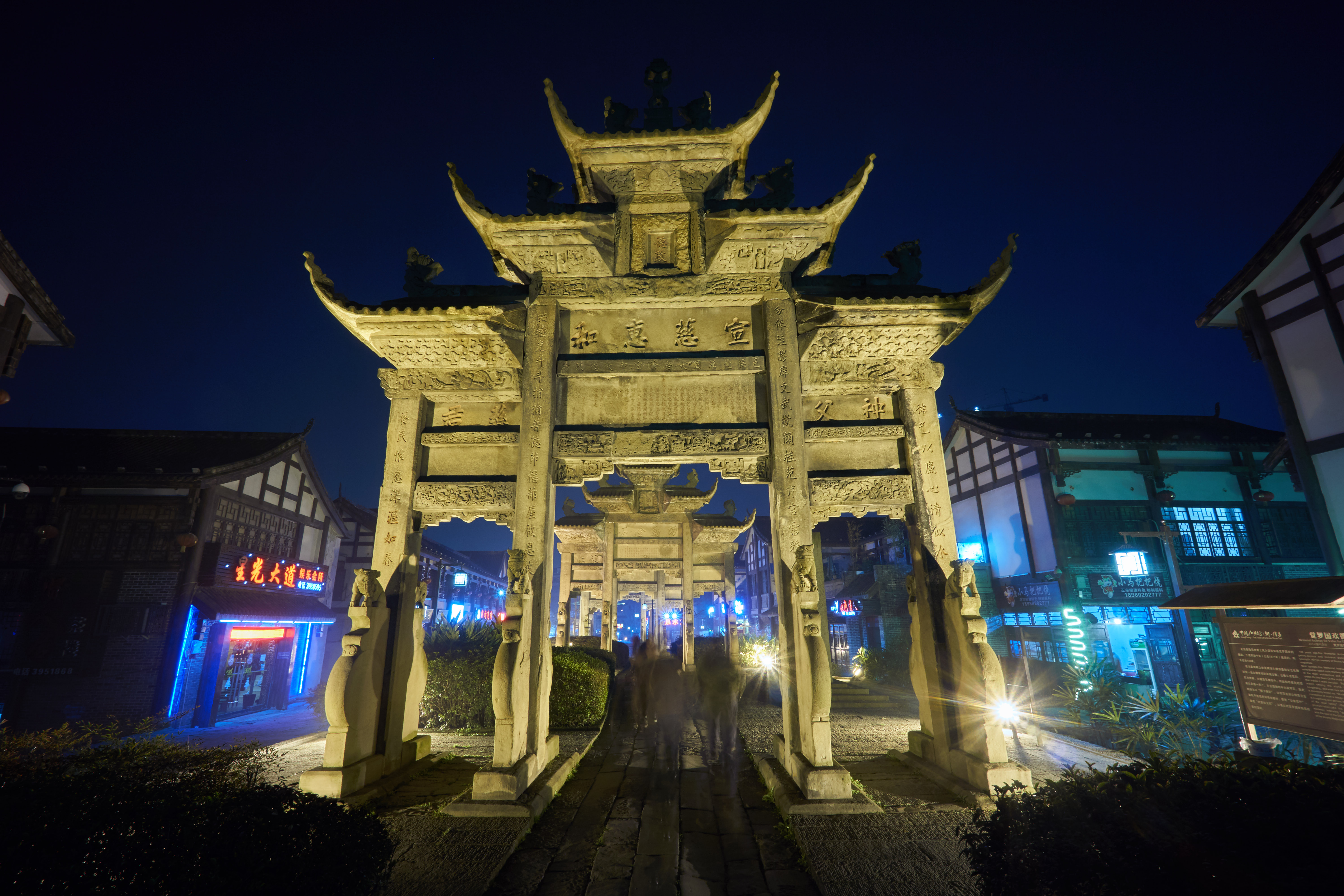
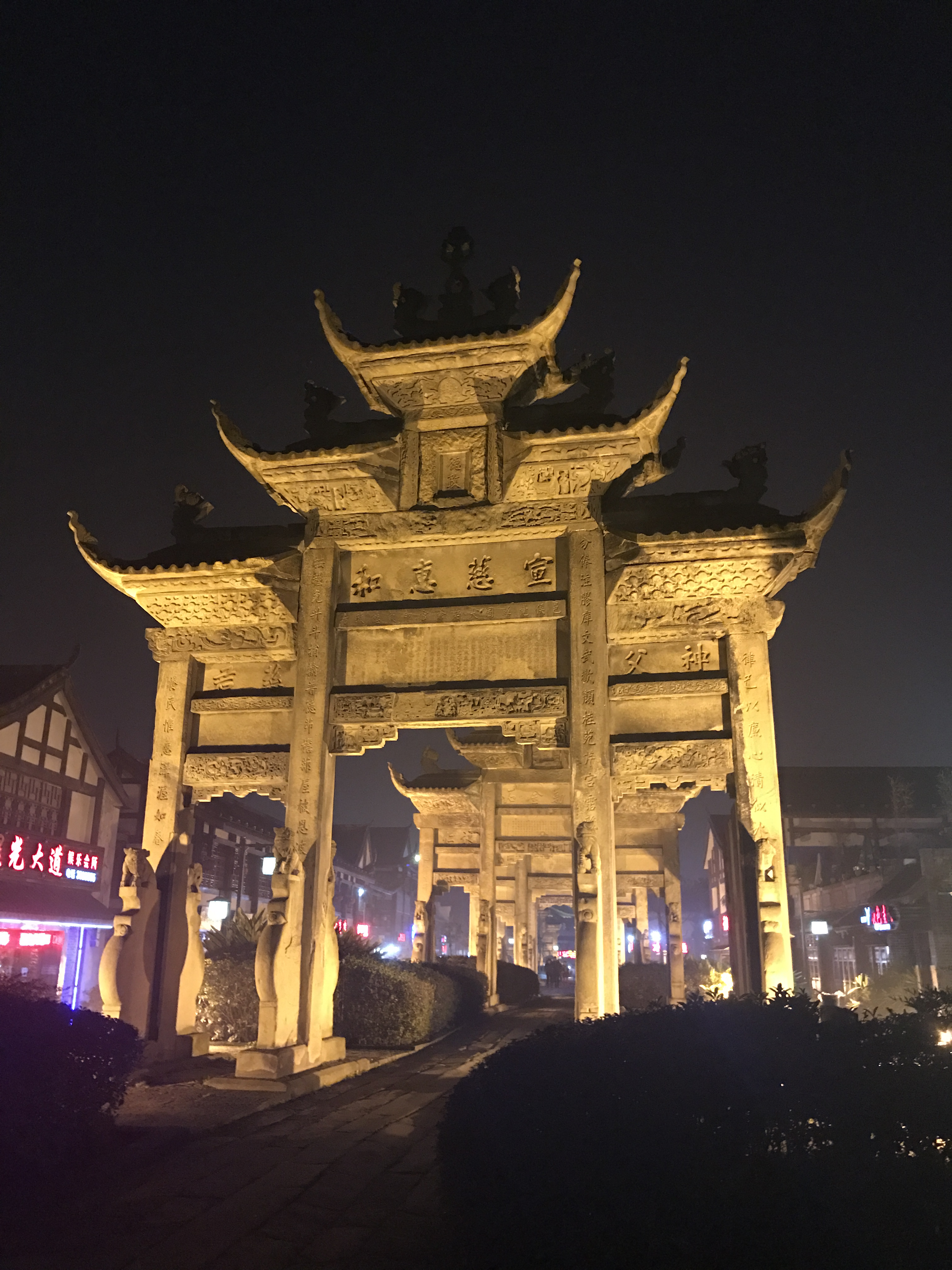
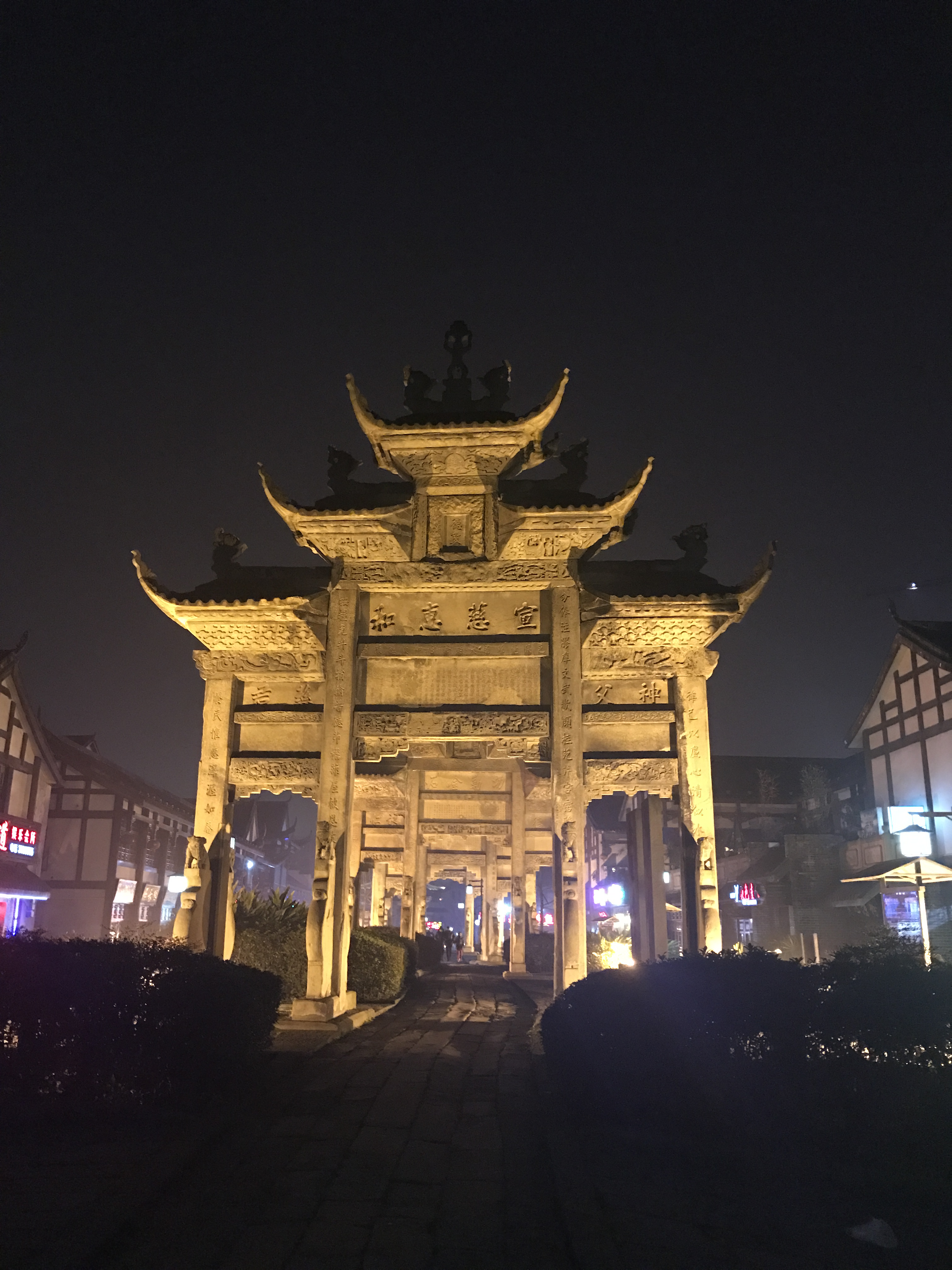